# 阿古省

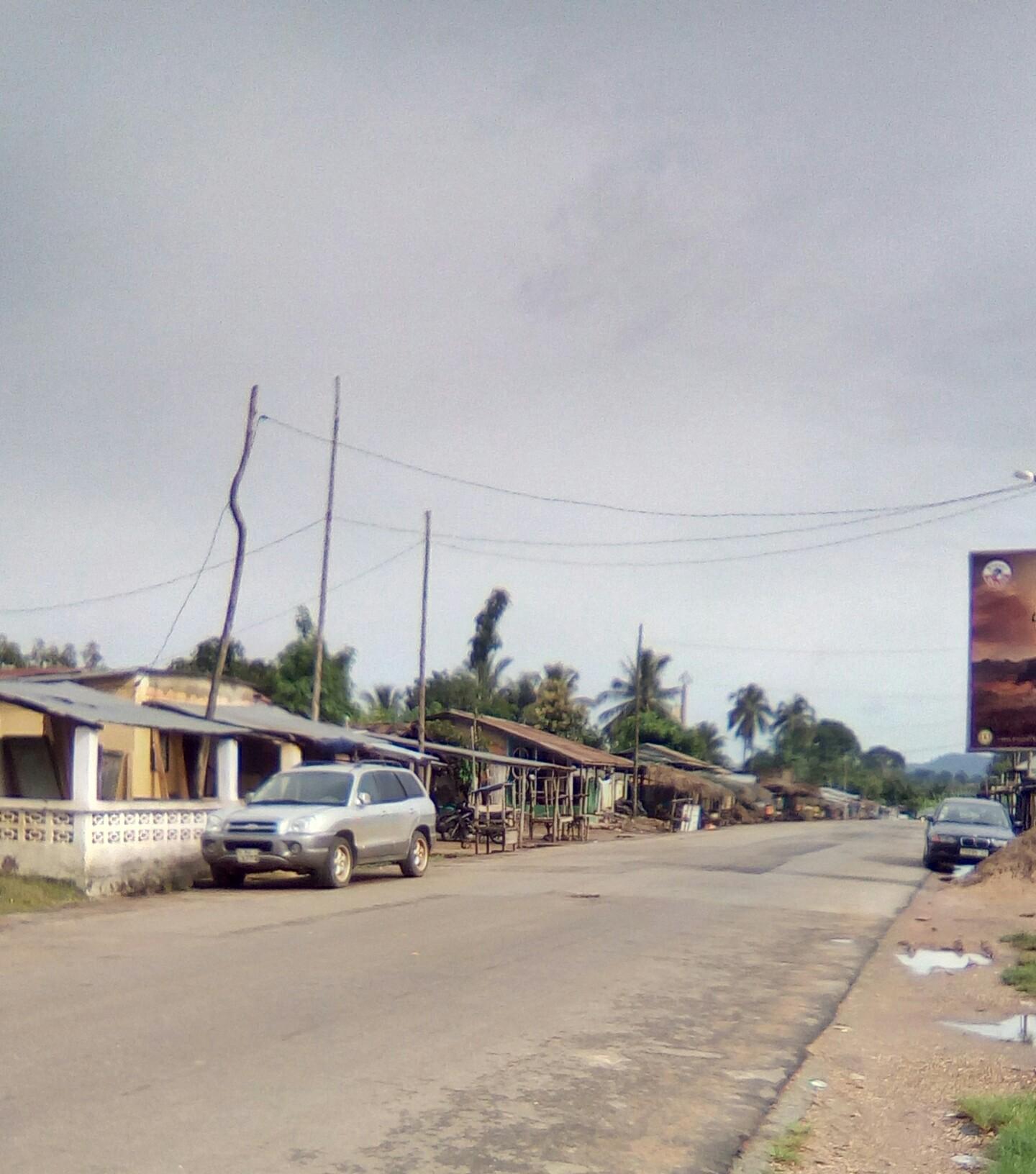

7°28′01″N 1°55′01″E / 7.46694°N 1.91694°E
阿古省（法語：Préfecture d'Agou），是多哥的30個省份之一，位於該國中南部，由高原區負責管轄，首府設於阿古加德熱佩，面積1,026平方公里，2010年人口84,890，人口密度每平方公里82.7人。